# Pusztai gyepek
A pusztai gyepek („száraz” gyepek) a félsivatagi vagy ahhoz közeli, arid éghajlatú területek fátlan növénytársulásai. a  növénytársulástan a részben a sziklagyepekkel közösen tárgyalja, rendszerezi őket.
Aszerint, hogy talajuk szikes vagy nem, két különböző társulástani osztály növénytársulásait soroljuk ide:
1. a szikes puszták (Festuco-Puccinellietea Soó 1968 em. Borhidi 2003 hoc loco) növénytársulástani osztályából a szikes puszták és sztyepprétek (Artemisio-Festucetalia pseudovinae Soó 1968) rend négy társulását;
2. a száraz és félszáraz sziklai és pusztai gyepek (Festuco-Brometea Br-Bl. et R. Tx. ex Klika et Hadač, 1944)osztályból:
- a szubkontinentális száraz gyepek (Festucetalia valesiacae Br-Bl. & R. Tx. ex Br.-Bl., 1949) rend 15 társulását és
- a szubmediterrán sziklai, száraz és félszáraz gyepek (Brometalia erecti Br-Bl., 1936) rend 3 társulását.

Ez utóbbi rendből a  hegyi szálkaperjerét (Lino tenuifolii – Brachypodietum pinnati (Dostál 1933) Soó 1971) társulás a pusztai gyepek és a sziklagyepek közötti, átmeneti jellegű.